# Finn Dahmen
Finn Dahmen, né le 27 mars 1998 à Wiesbaden, est un footballeur allemand qui évolue au poste de gardien de but au FC Augsbourg.

## Biographie

### En club
En 2008, il rejoint l'académie du 1. FSV Mayence 05 en provenance de l'Eintracht Francfort. En 2017, il est en équipe réserve. Il joue son premier match en Regionalliga Sud Ouest le 30 juillet 2017, contre le FSV Francfort (victoire à domicile 3-0). Le 11 avril 2018, il marque son premier but, contre la réserve du VfB Stuttgart pour égaliser (1-1). 
Le 3 janvier 2021, il joue son premier match avec l'équipe première, lors d'un déplacement contre le Bayern Munich. Le 1. FSV Mayence 05 s'incline (5-2). 

### En sélection
Dahmen joue avec toutes les sélections des jeunes de l'Allemagne. 
Il participe avec les moins de 17 ans à la Coupe du monde des moins de 17 ans 2015 organisée au Chili. Lors du mondial junior, il officie comme gardien remplaçant et ne joue aucun match. Son équipe s'incline en huitièmes de finale face à la Croatie.
Avec les espoirs, il prend part au championnat d'Europe espoirs en 2021. Cette fois-ci, il officie comme gardien titulaire et prend part à l'intégralité des matchs de son équipe. L'Allemagne remporte le tournoi en battant le Portugal en finale.

## Palmarès

### En sélection
Allemagne espoirs
- Vainqueur du championnat d'Europe espoirs en 2021